# Kim Clements
Kim Clements (Montreal, Canadá) es una escritora y productora de televisión estadounidense. Ha trabajado en ambas capacidades en las series Wanted , The Black Donnellys , Shark y My Own Worst Enemy . Clements ganó el premio Writers Guild of America (WGA) a la Mejor Serie Dramática por su trabajo en Lost.

## Biografía
Nacida en Montreal, Canadá y criada en la pequeña ciudad de Ontario con antecedentes británicos-escoceses, Kim Clements veía todo tipo de programas de televisión disponibles en tres canales, desde "Masterpiece Theatre" y "Monty Python" hasta "Charlie's Angels" y "Lost In Espacio".
Clements se impulsó como escritor en publicidad y pasó muchos años trabajando para algunas de las principales agencias de Toronto, incluidas BBDO, Saatchi y J. Walter Thompson. Mientras visualizaba un escenario de 10 años a partir de ahora, se dio cuenta de que su verdadero sueño era escribir en un formato que se extendía más allá de los 30 segundos y decidió centrarse en su verdadera pasión: la televisión y el cine.

### Carrera
Clements escribió la película Blind with Deborah Day en 1999. También se desempeñó como productora ejecutiva del proyecto.
Clements trabajó como escritora de personal para la segunda temporada de The Shield en 2003. Escribió los episodios "Greenlit" y escribió el guion y coescribió la historia (con James Manos Jr. ) para el episodio "Inferno". Se convirtió en editora de historias para la tercera temporada en la primavera de 2004. Coescribió los episodios "Blood and Water" y "Posse Up" con el productor consultor Charles H. Eglee y escribió el episodio "What Power Is ...". la serie después de la tercera temporada.
En el otoño de 2004, Clements se unió al equipo de Lost como editor ejecutivo de la historia de la primera temporada. Clements y el equipo de redacción ganaron el Premio WGA a la mejor serie dramática en la ceremonia de febrero de 2006 por su trabajo en la primera temporada.  Dejó la serie después de la primera temporada.
Se convirtió en coproductora y escritora de la primera temporada de Wanted en 2005. Escribió el episodio "Lips Are Lips". La serie fue cancelada después de una temporada.
Fue coproductora y escritora del drama policial de corta duración The Black Donnellys en la primavera de 2007. Coescribió el episodio "A Stone of the Heart" (con el creador y productor ejecutivo Paul Haggis ), escribió el guion para la episodio "El mundo te romperá el corazón" de una historia de Bob Lowry y escribió el guion y coescribió la historia (con Paul Haggis) para el episodio "Easy Is the Way".
Se convirtió en productora y escritora de la segunda temporada del drama judicial Shark en el otoño de 2007. Escribió el episodio "In Absentia". La serie fue cancelada después de la segunda temporada. Se convirtió en productora supervisora del drama de corta duración My Own Worst Enemy en el 2008.